# 沖縄国体日の丸焼却事件
沖縄国体日の丸焼却事件（おきなわこくたいひのまるしょうきゃくじけん）は、1987年（昭和62年）10月26日に沖縄県で開催された第42回国民体育大会のうちの少年男子ソフトボール競技会の開始式において、掲揚された日の丸旗を知花昌一が引き降ろして燃やした事件。当時は日本の国旗について法整備がされておらず、第一審判決についてマスコミが「日の丸を国旗と認める初の司法判断」として報道したこと、控訴審では、沖縄戦における集団自決を始めとする沖縄の歴史と現状への認識について、日の丸を焼却した行為が表現行為（象徴的表現）であるかどうかが焦点とされたことから各方面で大きな反響を呼んだ。
表題のほか、報道や文献により、「日の丸事件」、「日の丸焼却事件」、「日の丸焼き捨て事件」、「日の丸引き降ろし事件」、「日の丸引き降ろし・焼き捨て事件」、「日の丸引き降ろし焼却事件」、「焼き捨てられた日の丸事件」などの別の表記がある。

## 概要
1987年（昭和62年）10月、沖縄県で第42回国民体育大会が行われた際、少年男子ソフトボール競技会の会場となった読谷平和の森球場での開会式において、知花昌一が諸旗掲揚台兼スコアボードに掲揚された日の丸旗を引き降ろして焼き捨てた。
検察官は器物損壊罪などで起訴したが、知花は起訴状に「国旗」と書かれていることに対し、日本の国旗について法制化されていないことから訴因不特定として無罪を主張した。裁判では、検察官が公訴事実において器物損壊罪の対象物として記載した「国旗」は「日の丸旗」を指すと理解できるとした上で、建造物侵入罪・器物損壊罪・威力業務妨害罪の3つの罪を認めて有罪判決を下した。

## 経緯
1984年（昭和59年）7月4日、第42回国民体育大会（以下「沖縄国体」）は、日本体育協会・文部省・沖縄県（以下「主催者」）が主催となって1987年（昭和62年）に開催されることが決定された。このうち、ソフトボール競技は、主催者と読谷村・恩納村・嘉手納町・北谷町の4町村の主催、日本ソフトボール協会の主管により実施されることになった。読谷村では少年男子ソフトボール競技会が開催されることになり、読谷村はその運営のため、7月20日に読谷村村長・山内徳信を会長とする「第42回国民体育大会読谷村実行委員会」（以下「読谷村実行委員会」）を設立した。
『国民体育大会開催基準要項』（以下「『基準要項』）によると、「大会の開始式については国旗掲揚として日の丸旗の掲揚を必ず取り入れるものとする」とされていたが、各競技別の開始式については、「競技の開始に先立って簡単な開始式を行うことができ、その方法については別に細則で定める」とされていた。『国民体育大会開催基準要項細則』（以下「『細則』」）には、各競技別の開始式について可能な限り簡素なものとし、その内容は、（1）競技会会長開会の挨拶、（2）会場地代表挨拶、（3）大会会長トロフィー返還の3つが定められており、国旗掲揚は取り入れられていなかった。ただし、これまでの国民体育大会においては、各競技別の開始式でも国旗掲揚を行うことが慣行となっていた。1986年（昭和61年）1月24日に沖縄県実行委員会の常任委員会で決定された『沖縄国体開始式・表彰式実施要項』では、基本方針として、「各競技会の開始式と表彰式は、『基準要項』・『細則』に基づき、会場地市町村実行委員会が当該競技団体と協議のうえ実施する」と定め、式典内容として開始式の中には「国旗掲揚」が取り入れられた。読谷村実行委員会はこれを受けて、日本ソフトボール協会と協議の上、開始式等の実施要領を定め、その運営に当たることとなった。
1986年（昭和61年）7月、日本ソフトボール協会会長・弘瀬勝は、沖縄国体のリハーサルとして行われたソフトボール大会後のパーティーの席で、日の丸旗の掲揚について問題が起こるかも知れないとの説明を受けた。そこで、弘瀬は山内に対して日の丸旗の掲揚が慣行どおり行えるかどうか確認し、山内から「最大限努力します。」という旨の回答を受けた上で、問題が起こった場合には連絡してほしいという旨を伝えた。山内は、日の丸旗の掲揚については、沖縄国体を開催する以上やむを得ないと考えていたが、同年12月の読谷村議会において「日の丸掲揚、君が代斉唱の押しつけに反対する要請決議」が採択されたり、同時期に日の丸旗掲揚や君が代斉唱の強制に反対する旨の署名が8000名以上（村民の約3割）から集められたりしたことを踏まえて、山内は日の丸旗の掲揚をせずに競技会の開始式を行いたいと考えるようになった。しかし、協議しても受け入れられないだろうと考えて、弘瀬には事情を伝えることなく、開催日が迫ってから、山内は日本ソフトボール協会の下部組織である沖縄県ソフトボール協会の理事長に、日の丸旗の掲揚をせずに競技会の開始式を行う方針を伝えた。それを知った弘瀬は、今になってから上部組織にあたる日本体育協会の意向に反して日の丸旗の掲揚をせずに開始式を行うことはできず、また、早急に結論を出す必要があると考え、1987年（昭和62年）10月22日に山内に対して、日の丸旗を掲揚しなければ会場変更もあり得るという旨を電話で伝えた。これを受け、読谷村実行委員会で協議を重ね、10月23日には、日の丸旗は掲揚するとの結論が出され、弘瀬もこれを了承した。そして、10月24日に、マスコミや関係者に対して、開始式において日の丸旗を掲揚することで話し合いがついたことが公表された。
上記の事情を知り、弘瀬の強硬な申し入れによって日の丸旗の掲揚を押し付けられたと思った知花昌一は、日の丸旗の掲揚が行われれば読谷村民の意思が踏みにじられると感じ、開始式で仲間と共に日の丸旗反対を表明する横断幕を掲げ、日の丸旗が掲揚された場合には単独でこれを引き降ろそうという考えに至った。
1987年（昭和62年）10月26日午前9時頃、知花が読谷平和の森球場において競技会の開始式の様子を見ていたところ、諸旗掲揚台兼スコアボード（以下「スコアボード」）に設置されたセンターポールに国旗として日の丸旗が掲揚されたのを確認し、日の丸旗を引き降ろして再掲揚されないために燃やすことを決め、スコアボードの壁面をよじ登り、センターポールに取り付けられたロープをカッターナイフで切断した上、国旗として掲揚されていた日の丸旗を引き降ろしライターで火をつけ、球場にいる人々に見せつけてから、その場に投げ捨てた。
知花は、現行犯逮捕されるつもりであったが、知人に勧められて読谷平和の森球場から車で離れた。午後4時から記者会見を開き、午後5時過ぎに那覇地検沖縄支部に出頭した。逮捕令状が出た午後9時、器物損壊と建造物侵入の疑いで沖縄県警察に逮捕された。

## 裁判

### 第一審
- 那覇地方裁判所平成5年3月23日刑事第二部判決、昭62年（わ）第346号、『建造物侵入、器物損壊、威力業務妨害被告事件』、判例時報1459号157頁[25]、判例タイムズ815号114頁[26]。

1993年（平成5年）3月23日、那覇地方裁判所において裁判長は、建造物侵入・器物損壊・威力業務妨害の3つの罪を認め、知花昌一に懲役1年・執行猶予3年を言い渡した。

#### 判旨
判決文では、弁護人の主張に対する判断ついて、下記のように分類しそれぞれ判示している。
1. 公訴棄却の申立について
  1. 公訴権濫用の主張について
  2. 訴因不特定の主張について
  3. 告訴欠如の主張について
2. 構成要件に関する主張について
  1. 威力業務妨害罪の成否について
  2. 建造物侵入罪の成否について
3. 違法性阻却に関する主張について
  1. 可罰的違法性の不存在について
  2. 正当防衛等について
  3. 正当行為について

### 控訴審
- 福岡高等裁判所那覇支部平成7年10月26日刑事部判決、平5年（う）第16号、『建造物侵入、器物損壊、威力業務妨害被告事件』、判例時報1555号140頁[29]、判例タイムズ901号266頁[30]。

1993年（平成5年）4月5日、判決を不服として知花が福岡高等裁判所那覇支部に控訴した。
1995年（平成7年）10月26日、福岡高等裁判所那覇支部において裁判長は控訴を棄却し、知花が上告しなかったことにより裁判は終結した。

#### 判旨
判決文では、弁護人の主張に対する判断ついて、下記のように分類しそれぞれ判示している。
1. 法令解釈の基礎となる前提事実の誤認の主張について
2. 訴訟手続の法令違反の主張について
3. 法令適用の誤りの主張について
  1. 威力業務妨害罪の構成要件に該当しないとの主張について
  2. 建造物侵入罪の構成要件に該当しないとの主張について
  3. 可罰的違法性の不存在の主張について
  4. 正当防衛又は緊急避難の主張について
  5. 象徴的表現行為の主張について

## 影響等

### 糾弾・報復
1987年（昭和62年）10月28日、知花昌一の経営するスーパーに対して放火され、吊り戸や日除けが焼かれる事件が起こった。
11月3日には、2人の男が入店し、店内の冷蔵庫やレジスターを壊して逃げる襲撃事件が起こった。この2人のうち1人は11月12日に逮捕され、日の丸を焼き捨てたことへの反感で行ったと犯行を認めた。
11月15日、読谷平和の森球場前の広場で、村民の名誉回復のために事件を糾弾する集会が開かれた。

#### 平和の像破壊事件
11月9日、読谷村内のチビチリガマにある「世代を結ぶ平和の像」のレリーフが壊されているのが発見された。12月19日、沖縄県警察は右翼団体構成員2人を逮捕した。そのうち1人は、日の丸が焼き捨てられたことに対する報復として行ったと自供した。1988年（昭和63年）3月10日、2人に懲役1年が言い渡された。

### 応援・支援
1987年（昭和62年）11月15日、知花とその家族、スーパーや店員を応援、支援するために、平和運動に取り組んでいる人々による買い物ツアーが行われた。

### 逮捕妨害
事件当日、知花の逮捕を妨害したとして1人の男性が公務執行妨害罪で現行犯逮捕されたが、1993年（平成5年）5月27日、那覇地方裁判所において、「警察官の供述は信用できない。」として無罪となった。6月10日、那覇地方検察庁が控訴を断念したことで無罪が確定した。

## 関連書
- 知花昌一『焼きすてられた日の丸 基地の島・沖縄読谷から』新泉社、1988年10月。 NCID BN03083994。全国書誌番号:89006876。
  - 知花昌一『焼きすてられた日の丸 基地の島・沖縄読谷から』（増補版）社会批評社、1996年5月。 NCID BN14658453。全国書誌番号:96063082。
- 知花昌一、沖縄「日の丸」裁判弁護団『控訴趣意書』［出版者不明］、1993年9月。 NCID BB25914164。